# Maska Tutanchamona
Maska Tutanchamona – złota maska pośmiertna starożytnego egipskiego faraona Tutanchamona (panującego w latach 1333–1323 p.n.e) z XVIII dynastii. 
Przez ponad 3000 lat maska znajdowała się w grobowcu KV62 w Dolinie Królów, a została wydobyta przez zespół wykopaliskowy kierowany przez angielskiego archeologa Howarda Cartera w 1925 roku. Obecnie znajduje się w Muzeum Egipskim w Kairze. Maska Tutanchamona jest jednym z najbardziej znanych dzieł sztuki na świecie i wyróżniającym się symbolem starożytnego Egiptu. Niektórzy egiptolodzy uważali, że pierwotnie miała być przeznaczona dla kobiety-faraona Neferneferuaton.

## Odkrycie
Grobowiec Tutanchamona został odnaleziony na Tebach Zachodnich w Dolinie Królów w 1922 roku i został otwarty rok później. Minęły kolejne dwa lata, zanim zespół wykopaliskowy kierowany przez Howarda Cartera dotarł do sarkofagu zawierającego mumię faraona i rozpoczął pracę nad jego otwarciem. 28 października 1925 roku otwarto ostatnią z trzech trumien i odsłonięto złotą maskę, pozostającą w ukryciu od około 3250 lat.

## Opis

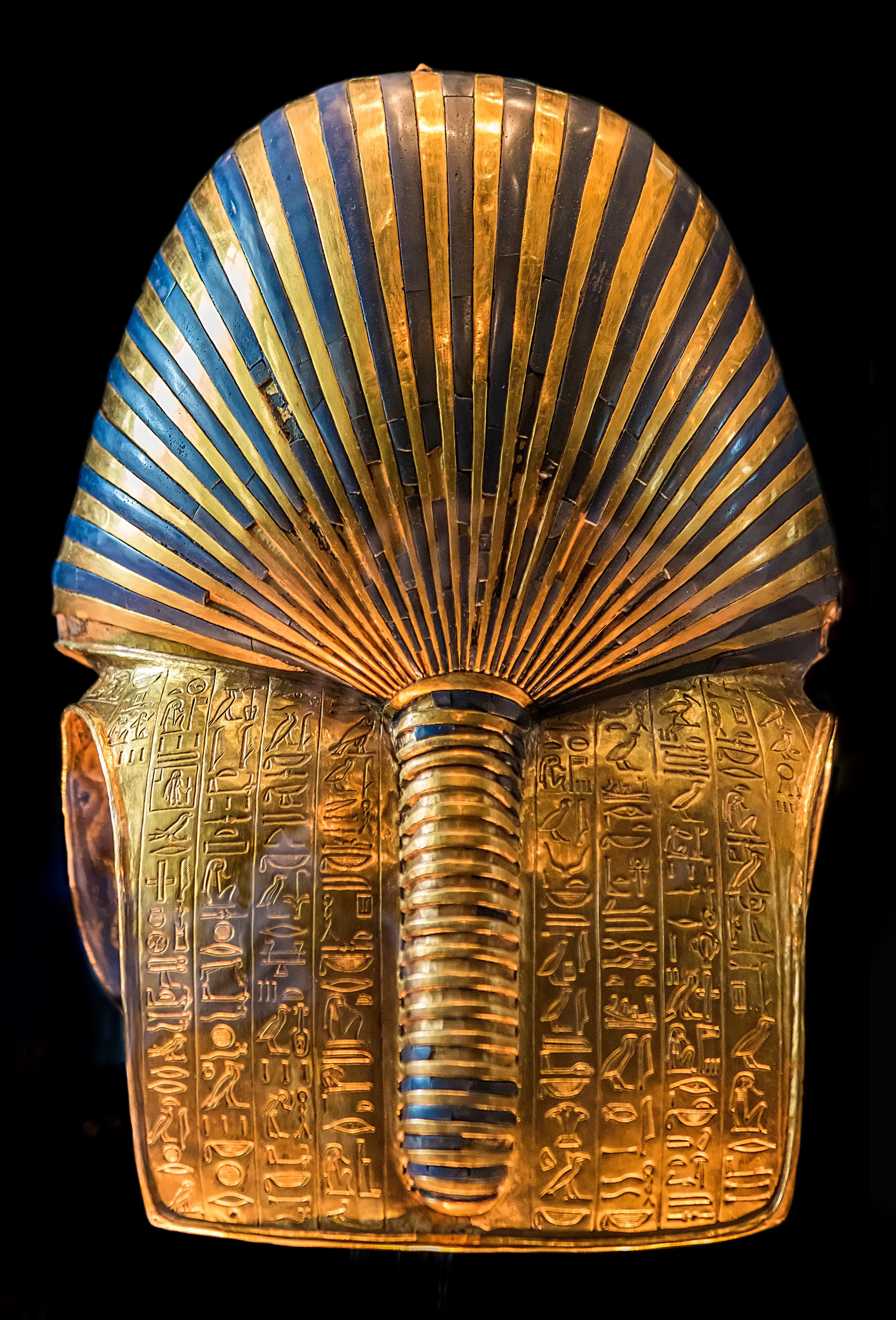
Tył maski z inskrypcją z Księgi Umarłych

Maska ma 54 cm wysokości, 39,3 cm szerokości, 49 cm głębokości i waży 10,23 kg. Rentgenografia strukturalna przeprowadzona w 2007 roku ujawniła, że została wykonana głównie z 23-karatowego złota stopowanego z miedzią, co ułatwiło obróbkę na zimno stosowaną do jej kształtowania. Powierzchnia maski pokryta jest bardzo cienką warstwą (około 30 nanometrów) dwóch różnych stopów złota: jaśniejszego 18,4-karatowego odcienia na twarz i szyję oraz 22,5-karatowego złota na pozostałą część. Artefakt jest inkrustowany kolorowym szkłem i kamieniami szlachetnymi, w tym lapisem lazuli (okolice oczu i brwi), kwarcem (oczy), obsydianem (źrenice) oraz karneolem, amazonitem, turkusem i fajansem.
Na plecach i ramionach maski jest wypisane egipskimi hieroglifami ochronne zaklęcie, znane też z zachowanej Księgi Umarłych z okresu Średniego Państwa.

### Broda
Kiedy maska została odkryta w 1925 roku, złota broda, inkrustowana niebieskim szkłem, oddzieliła się od niej, lecz została ponownie przymocowana za pomocą drewna w 1944 roku.
W sierpniu 2014 roku broda ponownie odpadła, gdy maska została wyjęta z gabloty w celu konserwacji. Odpowiedzialni za to pracownicy muzeum użyli szybkoschnącej żywicy epoksydowej do naprawy, lecz przy tym  pobrudzili maskę i powstały na niej zadrapania. Uszkodzenia zauważono w styczniu 2015 roku i zostały naprawione przez niemiecko-egipski zespół, który ponownie wyczyścił maskę i przymocował brodę za pomocą wosku pszczelego.

### Naszyjnik
Dodatkowym elementem dekoracyjnym maski jest naszyjnik ze złotych i niebieskich fajansowych kamieni. Zwykle jest zdejmowany, gdy maska jest wystawiana na widok publiczny.